# Tiba-1
Tiba-1 je první egyptská komunikační družice (a uvádí se, že i vojenská). Egypt ji s pomocí Francie poslal 26.10.2019 na orbitu z vesmírného centra ve Francouzské Guyaně jako 250. start z rodiny ArianeSpace.
Družice byla zkonstruována firmami Airbus a Thales Alenia Space  a měla by na oběžné dráze zůstat po dobu 15 let.
Tiba je čtvrtou družicí vynesenou na oběžnou dráhu společností ArianeSpace a bude operovat na pozici 35,5° východně. Bude vysílat internetové signály námořním plavidlům a letecké dopravě po celé Evropě a Středním Východě. Spolu se satelitem Tiba -1 byl na oběžnou dráhu vyslán i satelit Inmarsat GX5. Obě družice jsou vyslány na geostatickou oběžnou dráhu do výšky více než 22 000 km nad rovníkem, kde jejich rychlost bude odpovídat rychlosti rotace Země, což způsobí, že se na obloze objeví na pevné pozici.
Program Tiba 1 vznikl již v roce 2016, kdy egyptský prezident Abdeh Fatah El Sisi podepsal kontrakt s francouzským prezidentem Francoisem Hollandem o nákupu vojenského vybavení.

## Údaje o družici
- celková suma nákupu přesáhla $600 mil.[4]
- telekomunikační a militární družice

- sonda váží 5640 kg a její provoz budou zabezpečovat baterie o velikosti víc než 9 kW.[5]
- základovou deskou je platforma pro satelity Eurostar 3000[6]
- veškerá práva na sondu vlastní egyptská vláda